# Championnats du monde d'Ironman 70.3 2024
Navigation
Édition précédente Édition suivante
Les championnats du monde d'Ironman 70.3 2024 se déroulent les 14 et 15 décembre 2024 à Taupo en Nouvelle-Zélande. Ils sont organisés par la World Triathlon Corporation.

## Résultats du championnat du monde

### Top 10 - Hommes
| Médaille d'or      | 3 h 32 min 9 s  | Jelle Geens      | Belgique         | 22 min 23 s | 1 h 59 min 8 s  | 1 h 7 min 34 s  |
| Médaille d'argent  | 3 h 33 min 22 s | Hayden Wilde     | Nouvelle-Zélande | 22 min 20 s | 1 h 58 min 51 s | 1 h 9 min 5 s   |
| Médaille de bronze | 3 h 35 min 8 s  | Léo Bergère      | France           | 22 min 2 s  | 1 h 59 min 29 s | 1 h 10 min 28 s |
| 4                  | 3 h 37 min 51 s | Kyle Smith       | Nouvelle-Zélande | 22 min 22 s | 1 h 59 min 9 s  | 1 h 13 min 15 s |
| 5                  | 3 h 38 min 6 s  | Justus Nieschlag | Allemagne        | 22 min 24 s | 1 h 59 min 7 s  | 1 h 13 min 25 s |
| 6                  | 3 h 39 min 20 s | Henri Schoeman   | Afrique du Sud   | 22 min 19 s | 2 h 0 min 7 s   | 1 h 13 min 29 s |
| 7                  | 3 h 39 min 36 s | Rico Bogen       | Allemagne        | 22 min 18 s | 1 h 59 min 2 s  | 1 h 14 min 59 s |
| 8                  | 3 h 39 min 42 s | Harry Palmer     | Royaume-Uni      | 23 min 6 s  | 2 h 1 min 29 s  | 1 h 11 min 25 s |
| 9                  | 3 h 40 min 14 s | Gregory Barnaby  | Italie           | 22 min 54 s | 2 h 1 min 45 s  | 1 h 12 min 5 s  |
| 10                 | 3 h 40 min 27 s | Marc Dubrick     | États-Unis       | 22 min 2 s  | 2 h 3 min 4 s   | 1 h 12 min 5 s  |

### Top 10 - Femmes
| Médaille d'or      | 3 h 57 min 34 s | Taylor Knibb     | États-Unis  | 24 min 30 s | 2 h 10 min 9 s  | 1 h 19 min 20 s |
| Médaille d'argent  | 3 h 58 min 49 s | Katrina Matthews | Royaume-Uni | 25 min 3 s  | 2 h 14 min 41 s | 1 h 15 min 34 s |
| Médaille de bronze | 4 h 3 min 1 s   | Ashleigh Gentle  | Australie   | 25 min 4 s  | 2 h 18 min 3 s  | 1 h 16 min 26 s |
| 4                  | 4 h 5 min 12 s  | Imogen Simmonds  | Suisse      | 24 min 32 s | 2 h 14 min 34 s | 1 h 22 min 15 s |
| 5                  | 4 h 6 min 2 s   | Julie Derron     | Suisse      | 24 min 39 s | 2 h 18 min 15 s | 1 h 19 min 38 s |
| 6                  | 4 h 7 min 12 s  | Paula Findlay    | Canada      | 25 min 20 s | 2 h 17 min 34 s | 1 h 20 min 31 s |
| 7                  | 4 h 7 min 48 s  | Ellie Salthouse  | Australie   | 25 min 46 s | 2 h 18 min 55 s | 1 h 19 min 15 s |
| 8                  | 4 h 8 min 6 s   | Caroline Pohle   | Allemagne   | 24 min 36 s | 2 h 18 min 18 s | 1 h 21 min 25 s |
| 9                  | 4 h 8 min 47 s  | Tamara Jewett    | Canada      | 26 min 17 s | 2 h 22 min 30 s | 1 h 16 min 12 s |
| 10                 | 4 h 9 min 8 s   | Grace Thek       | Australie   | 25 min 4 s  | 2 h 20 min 58 s | 1 h 19 min 14 s |